# Min lilla by
Min lilla by (Vesnicko má stredisková) är en tjeckoslovakisk komedifilm från 1986 i regi av Jiří Menzel. Filmens manus skrevs av Zdenek Sverák som även har en mindre roll i filmen. Filmen nominerades till en Oscar för bästa internationella långfilm.

## Handling
Ett antal udda personer huserar i den lilla semesterbyn Křečovice. Byns lastbilschaufför Pávek råkar ständigt ut för oförutsedda händelser som hans bud och hjälpreda Otik är upphov till. 

## Rollista, urval
- János Bán – Otik Rabosnik
- Marián Labuda – Pávek Pávek
- Rudolf Hrušínský – Skruzný, läkare
- Rudolf Hrusínský – Drápalík
- Petr Čepek – Josef Turek
- Libuse Safránková – Jana Turkova
- Jan Hartl – Václav Kaspar
- Oldrich Vlach – Jaromír
- Zdenek Sverák – Ryba
- Josef Somr – direktören
- Frantisek Vlácil – Tichácek
- Milena Dvorská – Ruzena Pávková
- Jirí Schmitzer – polisen
- Míla Myslíková – Fialková